# Лядинки (Наговское сельское поселение)
Лядинки — деревня в Старорусском районе Новгородской области в составе Наговского сельского поселения.

## География
Находится в южной части Новгородской области на расстоянии приблизительно 12 км на запад-северо-запад по прямой от железнодорожного вокзала города Старая Русса.

## История
В 1908 году здесь (деревня в Старорусском уезде Новгородской губернии) было учтено 10 дворов.

## Население
Численность населения: 53 человека (1908 год), 12 (русские 100 %) в 2002 году, 17 в 2010.